# Menschen, Bauten, Kunst
Menschen, Bauten, Kunst ist ein Dokumentarfilm der Staatlichen Filmdokumentation beim Staatlichen Filmarchiv der DDR aus dem Jahr 1974.

## Handlung
Auf der Weidendammer Brücke steht ein Leierkastenmann und spielt das Alt-Berliner Lied von der Berliner Luft. Das dadurch verbreitete Fluidum soll mit diesem Film, während eines Bummels im Jahr 1972 durch Stadt Berlin, weiter eingefangen werden.
Am Anfang des 20. Jahrhunderts konnte Berlin den traurigen Ruhm für sich in Anspruch nehmen, die größte Mietskasernenstadt der Welt zu sein. Nach dem Zweiten Weltkrieg lagen im Stadtzentrum etwa 90 Prozent der Bauten in Schutt und Asche, den beginnenden Wiederaufbau präsentiert man als fruchtbare Zusammenarbeit zwischen Architekten und Künstlern, zu denen auch Landschaftsgestalter und normale Bürger gehören. Dabei werde auch darüber beraten, wie wertvolle, erhaltene Bausubstanz in die Neugestaltung der Stadt einbezogen werden könne.
Als ein Beispiel dient die Straße Unter den Linden, die aus Trümmern wiedererstanden ist. Dazu gehören das Museum für Deutsche Geschichte, das ehemalige Kronprinzenpalais, die Königliche Bibliothek, der Bebelplatz und die Deutsche Staatsoper. Im einstigen Prinzessinnenpalais befindet sich jetzt ein angesagtes Café und gegenüber steht die von Karl Friedrich Schinkel erbaute Neue Wache. Auch an anderen Stellen des Zentrums wurden historische Bauten erhalten, so die Jungfernbrücke, die Fassade des ehemaligen Portals IV des Berliner Schlosses am Staatsratsgebäude, die Marienkirche, das Ribbeck-Haus und der Neptunbrunnen.
Bei der Neugestaltung der Stadt steht – wie es heißt – für die DDR der Mensch mit seinen Bedürfnissen im Mittelpunkt. Deshalb diene das Stadtzentrum nicht nur den wirtschaftlichen, politischen und kulturellen Ansprüchen einer Hauptstadt, sondern enthält auch vorzeigbare Wohnkomplexe. Dazu gehörten die Rathauspassagen mit diversen Geschäften, einem Postamt, mehreren Gaststätten, einem Bowlingzentrum und Freizeitflächen für die Bewohner des Hauses. Auch verschiedene Kunstwerke sind vorhanden, so der Tröpfelbrunnen Altberliner Typen, eine Gruppe von Keramikreliefs mit Berliner Humor und eine Bronzeplatte auf Beton befestigt, die mehrere Arbeiter zeigt.
Es folgen Beispiele der Kunst am Bau. Dazu gehören das Lindenblatt-Portal an der Polnischen Botschaft, das A-Portal an der Berliner Stadtbibliothek, die Fassadenschmuckelemente am Haus des Lehrers, Kino International, Haus des Reisens, Centrum Warenhaus, Hotel Stadt Berlin und am Café Moskau. Auch einzelne Kunstwerke werden besonders erwähnt. Dazu gehören die Weltzeituhr und der Brunnen der Völkerfreundschaft auf dem Alexanderplatz, die Aufbauhelferin vor dem Roten Rathaus, der Bauarbeiter in der Karl-Liebknecht-Straße, der lesende Arbeiter im Innenhof der Staatsbibliothek Unter den Linden und das Lenindenkmal am Leninplatz. Ein besonderes Augenmerk wird darauf gelegt, dass Kinder bereits frühzeitig mit der Kunst vertraut gemacht werden. Auf vielen Schulhöfen, Spielplätzen und vor Kindergärten befinden sich Plastiken, künstlerisch gestaltete Spielgeräte und Wandbilder, mit denen die Kinder an die bildende Kunst herangeführt werden.
Der Film zeigt, dass die Künstler mit ihren Werken einen großen Anteil zur Gestaltung der Stadt beitragen.

## Produktion und Veröffentlichung
Der Film wurde am 10. August 1974 im 1. Programm des Fernsehens der DDR ausgestrahlt, was für Produktionen der Staatlichen Filmdokumentation ungewöhnlich war. Es wurden auch spanische, englische, französische und arabische Sprachfassungen angefertigt.
Am 26. September 2021 erfolgte eine Neuaufführung im Zeughauskino Berlin.